# کره در المپیک زمستانی ۲۰۱۸
تیم متحد کره جنوبی و کره شمالی با عنوان "کره" در بازی‌های المپیک زمستانی ۲۰۱۸ در هاکی روی یخ به رقابت پرداختند.
در بازی‌های المپیک زمستانی ۲۰۱۸، هیئت‌های هر دو کشور یعنی کشور میزبان، کره جنوبی و کره شمالی با هم در مراسم افتتاحیه زیر پرچم کره متحد رژه رفتند.

## زمینه
در ژانویه ۲۰۱۸، اعلام شد که تیم ملی هاکی روی یخ زنان کره جنوبی با گروهی از بازیکنان کره شمالی ادغام خواهد شد تا یک تیم ملی هاکی روی یخ زنان کره را در این مسابقات تشکیل دهند. آنها با کد کشور "COR" از مخفف کلمه فرانسوی Corée به رقابت پرداختند. (کد کشور "KOR" برای کره جنوبی استفاده می‌شود؛ IOC از "PRK" نیز برای کره شمالی استفاده می‌کند.) سرودی که هنگام بازی تیم کره در مسابقات بین‌المللی هاکی روی یخ پخش می‌شود نیز آهنگ محلی "آریرانگ" به جای سرودهای ملی کره جنوبی یا کره شمالی است. لباس این تیم شبه جزیره کره را با متن "کره" نشان می‌داد. به دلیل ادامه تحریم‌های آمریکا علیه کره شمالی، این لباس‌ها توسط یک شرکت فنلاندی به جای اسپانسر رسمی، نایکی ساخته شده است.
اولین مسابقه تیم متحد هاکی روی یخ بانوان کره با حضور شخصیت‌های مختلف از جمله توماس باخ رئیس کمیته بین‌المللی المپیک، مون جه-این رئیس جمهور کره جنوبی، رئیس هیئت رئیسه مجلس عالی خلق کره شمالی کیم یونگ نام و مدیر کره شمالی بخش تبلیغات و تحریک حزب کارگران کره، کیم یو جونگ.

## شرکت‌کنندگان
در زیر فهرست تعداد شرکت‌کنندگان در تیم متحد کره آمده است.
| ورزش        | مردان | زنان                        | مجموع |
| ----------- | ----- | --------------------------- | ----- |
| هاکی روی یخ | ۰     | کرهٔ جنوبی: ۲۳ کرهٔ شمالی: ۱۲ | ۳۵    |
| مجموع       | ۰     | ۳۵                          | ۳۵    |

## هاکی روی یخ
خلاصه
| تیم      | رویداد       | مرحله گروهی   | مرحله گروهی  | مرحله گروهی  | مرحله گروهی | یک‌چهارم نهایی | نیمه‌نهایی / ت‌س | فینال / م‌ب / ت‌س | فینال / م‌ب / ت‌س |
| تیم      | رویداد       | حریف نتیجه    | حریف نتیجه   | حریف نتیجه   | رتبه        | حریف نتیجه    | حریف نتیجه     | حریف نتیجه      | رتبه            |
| -------- | ------------ | ------------- | ------------ | ------------ | ----------- | ------------- | -------------- | --------------- | --------------- |
| زنان کره | مسابقات زنان | سوئیسشکست ۰–۸ | سوئدشکست ۰–۸ | ژاپنشکست ۱–۴ | —           | سوئیسشکست ۰–۲ | سوئدشکست ۱–۶   | ۸               |                 |

### مسابقات زنان
کره جنوبی به عنوان میزبان راه یافت. از فهرستی متشکل از ۳۵ بازیکن، حداقل ۳ بازیکن از کره شمالی برای هر بازی انتخاب شدند.

#### فهرست تیم
- رویداد تیمی زنان - ۱ تیم ۳۵ بازیکن

سرمربی:  سارا ماری     کمک مربی‌ها:  کیم دو-یون،  پاک چول-هو،  ربکا بیکر
| ش. | پست | نام               | قد                 | وزن                   | تاریخ تولد      | تیم در سال ۱۸-۲۰۱۷ |
| -- | --- | ----------------- | ------------------ | --------------------- | --------------- | ------------------ |
| ۱  | G   | جنویو ناولز       | ۱٫۶۰ متر (۵٫۲ فوت) | ۶۰ کیلوگرم (۱۳۰ پوند) | ۲۵ آوریل ۲۰۰۰   | فینیکس             |
| ۲  | F   | کو های-این        | ۱٫۶۳ متر (۵٫۳ فوت) | ۶۸ کیلوگرم (۱۵۰ پوند) | ۱۸ ژوئیه ۱۹۹۴   | آیس اونجرز         |
| ۳  | D   | اوم سو-یئون       | ۱٫۶۸ متر (۵٫۵ فوت) | ۶۰ کیلوگرم (۱۳۰ پوند) | ۱ فوریه ۲۰۰۱    | آیس اونجرز         |
| ۴  | F   | کیم اون-هیانگ     | ۱٫۵۷ متر (۵٫۲ فوت) | ۵۹ کیلوگرم (۱۳۰ پوند) | ۱۰ دسامبر ۱۹۹۲  | کانگگیه            |
| ۵  | F   | کارولین پارک      | ۱٫۵۹ متر (۵٫۲ فوت) | ۵۶ کیلوگرم (۱۲۳ پوند) | ۱۸ نوامبر ۱۹۸۹  | فینیکس             |
| ۶  | F   | چوی یو-جونگ       | ۱٫۵۶ متر (۵٫۱ فوت) | ۵۶ کیلوگرم (۱۲۳ پوند) | ۲۷ مارس ۲۰۰۰    | آیس بیت            |
| ۷  | F   | دنل ایم           | ۱٫۶۲ متر (۵٫۳ فوت) | ۵۵ کیلوگرم (۱۲۱ پوند) | ۲۱ ژانویه ۱۹۹۳  | فینیکس             |
| ۸  | D   | کیم سه-لین        | ۱٫۵۶ متر (۵٫۱ فوت) | ۶۰ کیلوگرم (۱۳۰ پوند) | ۳ آوریل ۲۰۰۰    | آیس اونجرز         |
| ۹  | F   | پارک جونگ-آه – ک  | ۱٫۶۰ متر (۵٫۲ فوت) | ۵۹ کیلوگرم (۱۳۰ پوند) | ۱۳ ژوئن ۱۹۹۶    | آیس اونجرز         |
| ۱۰ | F   | چوی جی-یئون       | ۱٫۵۹ متر (۵٫۲ فوت) | ۵۲ کیلوگرم (۱۱۵ پوند) | ۲۱ اوت ۱۹۹۸     | آیس اونجرز         |
| ۱۱ | D   | پارک یه-ایون      | ۱٫۶۲ متر (۵٫۳ فوت) | ۵۴ کیلوگرم (۱۱۹ پوند) | ۲۸ مه ۱۹۹۶      | آیس بیت            |
| ۱۲ | F   | کیم هی-وون        | ۱٫۶۴ متر (۵٫۴ فوت) | ۵۵ کیلوگرم (۱۲۱ پوند) | ۱ اوت ۲۰۰۱      | آیس اونجرز         |
| ۱۳ | F   | لی ایون-جی        | ۱٫۵۴ متر (۵٫۱ فوت) | ۴۸ کیلوگرم (۱۰۶ پوند) | ۸ مارس ۲۰۰۱     | فینیکس             |
| ۱۴ | F   | ریو سونگ-هویی     | ۱٫۵۷ متر (۵٫۲ فوت) | ۶۱ کیلوگرم (۱۳۴ پوند) | ۱۵ ژانویه ۱۹۹۴  | تائه‌سونگ‌سان        |
| ۱۵ | D   | پارک چائه-لین     | ۱٫۵۸ متر (۵٫۲ فوت) | ۵۲ کیلوگرم (۱۱۵ پوند) | ۱۷ دسامبر ۱۹۹۸  | آیس بیت            |
| ۱۶ | F   | جو سو-سیه – ج     | ۱٫۶۲ متر (۵٫۳ فوت) | ۵۵ کیلوگرم (۱۲۱ پوند) | ۹ سپتامبر ۱۹۹۴  | آیس بیت            |
| ۱۷ | F   | هان سو-جین        | ۱٫۶۹ متر (۵٫۵ فوت) | ۶۳ کیلوگرم (۱۳۹ پوند) | ۲۲ سپتامبر ۱۹۸۷ | آیس بیت            |
| ۱۸ | F   | کیم اون-جونگ      | ۱٫۵۶ متر (۵٫۱ فوت) | ۶۳ کیلوگرم (۱۳۹ پوند) | ۲۸ اکتبر ۱۹۹۲   | تائه‌سونگ‌سان        |
| ۲۰ | G   | هان دو-هی         | ۱٫۵۹ متر (۵٫۲ فوت) | ۶۰ کیلوگرم (۱۳۰ پوند) | ۱۶ نوامبر ۱۹۹۴  | آیس اونجرز         |
| ۲۱ | F   | لی یئون-جئونگ     | ۱٫۶۰ متر (۵٫۲ فوت) | ۵۲ کیلوگرم (۱۱۵ پوند) | ۲ نوامبر ۱۹۹۴   | آیس بیت            |
| ۲۲ | F   | جونگ سی-یون       | ۱٫۷۱ متر (۵٫۶ فوت) | ۶۴ کیلوگرم (۱۴۱ پوند) | ۸ سپتامبر ۲۰۰۰  | آیس اونجرز         |
| ۲۳ | D   | پارک یون-جونگ – ج | ۱٫۷۱ متر (۵٫۶ فوت) | ۶۵ کیلوگرم (۱۴۳ پوند) | ۱۸ دسامبر ۱۹۹۲  | فینیکس             |
| ۲۴ | D   | چو می-هوان        | ۱٫۶۰ متر (۵٫۲ فوت) | ۵۸ کیلوگرم (۱۲۸ پوند) | ۳۰ مارس ۱۹۹۵    | آیس اونجرز         |
| ۲۵ | G   | ری پوم            | ۱٫۶۳ متر (۵٫۳ فوت) | ۶۲ کیلوگرم (۱۳۷ پوند) | ۲۸ مه ۱۹۹۵      | ساجابونگ           |
| ۲۶ | F   | کیم هیانگ-می      | ۱٫۶۲ متر (۵٫۳ فوت) | ۷۲ کیلوگرم (۱۵۹ پوند) | ۱۰ فوریه ۱۹۹۵   | تائه‌سونگ‌سان        |
| ۲۷ | F   | جونگ سو-هیون      | ۱٫۶۰ متر (۵٫۲ فوت) | ۵۸ کیلوگرم (۱۲۸ پوند) | ۱۰ اکتبر ۱۹۹۶   | تائه‌سونگ‌سان        |
| ۲۹ | F   | لی جین-گیو        | ۱٫۶۳ متر (۵٫۳ فوت) | ۵۹ کیلوگرم (۱۳۰ پوند) | ۱۳ ژانویه ۲۰۰۰  | فینیکس             |
| ۳۱ | G   | شین سو-جونگ       | ۱٫۶۵ متر (۵٫۴ فوت) | ۶۳ کیلوگرم (۱۳۹ پوند) | ۴ مارس ۱۹۹۰     | آیس بیت            |
| ۳۲ | D   | جین اوک           | ۱٫۵۸ متر (۵٫۲ فوت) | ۵۶ کیلوگرم (۱۲۳ پوند) | ۲۸ ژانویه ۱۹۹۰  | کانگگیه            |
| ۳۳ | F   | چوئه اون-گیونگ    | ۱٫۵۲ متر (۵٫۰ فوت) | ۵۲ کیلوگرم (۱۱۵ پوند) | ۲۹ ژانویه ۱۹۹۴  | سوسان              |
| ۳۷ | F   | رندی گریفین       | ۱٫۶۵ متر (۵٫۴ فوت) | ۵۸ کیلوگرم (۱۲۸ پوند) | ۲ سپتامبر ۱۹۸۸  | فینیکس             |
| ۳۹ | F   | هوانگ چونگ-گوم    | ۱٫۶۳ متر (۵٫۳ فوت) | ۵۹ کیلوگرم (۱۳۰ پوند) | ۱۱ سپتامبر ۱۹۹۵ | تائه‌سونگ‌سان        |
| ۴۱ | D   | هوانگ سول-گیونگ   | ۱٫۶۰ متر (۵٫۲ فوت) | ۶۰ کیلوگرم (۱۳۰ پوند) | ۹ ژانویه ۱۹۹۷   | جانگ‌جاسان          |
| ۴۲ | D   | ریو سو-جونگ       | ۱٫۶۰ متر (۵٫۲ فوت) | ۵۹ کیلوگرم (۱۳۰ پوند) | ۲۴ ژوئیه ۱۹۹۵   | کیم‌چائک            |
| ۴۷ | D   | چوئه جونگ-هویی    | ۱٫۵۸ متر (۵٫۲ فوت) | ۶۲ کیلوگرم (۱۳۷ پوند) | ۱۲ دسامبر ۱۹۹۱  | کیم‌چائک            |

#### مرحله مقدماتی
| رتبه | Team    | Pld | W | OTW | OTL | L | GF | GA | GD  | Pts | صلاحیت          |
| ---- | ------- | --- | - | --- | --- | - | -- | -- | --- | --- | --------------- |
| ۱    | سوئیس   | 3   | 3 | 0   | 0   | 0 | 13 | 2  | +11 | 9   | یک‌چهارم نهایی   |
| ۲    | سوئد    | 3   | 2 | 0   | 0   | 1 | 11 | 3  | +8  | 6   | یک‌چهارم نهایی   |
| ۳    | ژاپن    | 3   | 1 | 0   | 0   | 2 | 6  | 6  | 0   | 3   | مسابقه مقام ۸-۵ |
| ۴    | کره (H) | 3   | 0 | 0   | 0   | 3 | 1  | 20 | −19 | 0   | مسابقه مقام ۸-۵ |